# Tiền công
Tiền công, trong ngành công nghiệp giải trí gọi là cát-xê (từ tiếng Pháp là cachet), là khoản tiền người lao động được hưởng sau khi đã đóng góp lao động và chuyên môn để nỗ lực tạo ra sản phẩm cho người chủ (người sử dụng lao động) và thường được thuê với hợp đồng làm việc (giao kèo) để thực hiện các nhiệm vụ cụ thể được đóng gói vào một công việc hay chức năng.
Tiền công có thể được trả định kỳ như tiền lương, hoặc trả một lần, khi công việc chấm dứt.